# Айрон (округ, Юта)
Округ Айрон (англ. Iron County) располагается в штате Юта, США. Официально образован в 1852 году. По состоянию на 2010 год, численность населения составляла 46 163 человека.

## География
По данным Бюро переписи США, общая площадь округа равняется 8 552,189 км2, из которых 8 539,239 км2 суша и 4,400 км2 или 0,100 % это водоёмы.

## Население
По данным переписи населения 2000 года в округе проживает 33 779 жителей в составе 10 627 домашних хозяйств и 8 076 семей. Плотность населения составляет 4,00 человека на км2. На территории округа насчитывается 13 618 жилых строений, при плотности застройки около 2,00-х строений на км2. Расовый состав населения: белые — 93,00 %, афроамериканцы — 0,35 %, коренные американцы (индейцы) — 2,18 %, азиаты — 0,74 %, гавайцы — 0,27 %, представители других рас — 1,78 %, представители двух или более рас — 1,67 %. Испаноязычные составляли 4,09 % населения независимо от расы.
В составе 41,00 % из общего числа домашних хозяйств проживают дети в возрасте до 18 лет, 64,20 % домашних хозяйств представляют собой супружеские пары проживающие вместе, 8,50 % домашних хозяйств представляют собой одиноких женщин без супруга, 24,00 % домашних хозяйств не имеют отношения к семьям, 15,90 % домашних хозяйств состоят из одного человека, 5,90 % домашних хозяйств состоят из престарелых (65 лет и старше), проживающих в одиночестве. Средний размер домашнего хозяйства составляет 3,11 человека, и средний размер семьи 3,45 человека.
Возрастной состав округа: 31,20 % моложе 18 лет, 20,60 % от 18 до 24, 23,60 % от 25 до 44, 16,10 % от 45 до 64 и 16,10 % от 65 и старше. Средний возраст жителя округа 24 лет. На каждые 100 женщин приходится 98,40 мужчин. На каждые 100 женщин старше 18 лет приходится 93,60 мужчин.
Средний доход на домохозяйство в округе составлял 33 114 USD, на семью — 37 171 USD. Среднестатистический заработок мужчины был 30 800 USD против 19 831 USD для женщины. Доход на душу населения составлял 13 568 USD. Около 13,10 % семей и 19,20 % общего населения находились ниже черты бедности, в том числе — 20,40 % молодежи (тех, кому ещё не исполнилось 18 лет) и 6,50 % тех, кому было уже больше 65 лет.